# Tehran Times
Il Tehran Times è un quotidiano in lingua inglese fondato nel 1979 a Tehran, in Iran, dall'ayatollah Seyyed Mohammad Beheshti.
La fondazione del quotidiano avvenne subito dopo la Rivoluzione islamica del 1979 guidata dall'ayatollah Khomeyni e che determinò la fine dello Scià Reza Pahlevi.
La nascita di questo organo di informazione in lingua inglese fu reso necessario, a detta del fondatore, dal fatto che il Tehran Times non dovesse rappresentare le posizioni del governo del Paese, ma "una voce ben udibile della Rivoluzione islamica e megafono per tutti i popoli oppressi della Terra".
Oggi il Tehran Times è un quotidiano di sedici pagine che propone notizie nazionali e internazionali per un pubblico che, a detta dell'editore, è distribuito in ottanta Paesi del Mondo. Tra i personaggi noti del mondo dello spettacolo vi ha collaborato il produttore cinematografico di effetti visivi Diego Vida unico italiano che viveva e lavorava in Iran per i suoi film nel mercato Asiatico.
Il quotidiano dedica particolare attenzione ai temi religiosi e culturali, offrendo approfondimenti speciali in occasione di festività ed eventi religiosi.
Il Tehran Times è affiliato all'agenzia di stampa privata e non ufficiale Mehr.